# Brown Bess
Brown Bess est le surnom donné au fusil Land Pattern de l'armée britannique ainsi qu’à ses nombreux dérivés. Connu pour avoir été utilisé durant les guerres d'expansion de l'Empire britannique, ce fusil a acquis depuis une importance symbolique au moins aussi importante que son importance physique. En usage durant plus de cent ans, il connut des changements progressifs dans sa conception avec l’apparition de différents modèles, tels que le Long Land, le Short Land, l'India Pattern (en service dans la compagnie des Indes orientales), le New Land Pattern ainsi que le Sea Service Pattern pour les plus connus d’entre eux.
Le fusil Long Land Pattern et ses dérivés, ont cette caractéristique commune d’être tous des fusils à silex de calibre .75 et d’avoir été pour chacun d’entre eux le fusil standard des forces terrestres et maritimes de l'Empire britannique de 1722 à 1838, date à laquelle ils furent progressivement transformés en un fusil à percussion à canon lisse connu sous le nom de Pattern-1849. Si le Brown Bess et son système à silex fut encore en service jusqu'au milieu du XIXe siècle (on en compte encore pendant la rébellion indienne de 1857 du côté Britannique, et également lors de la Révolution du Texas et de la guerre américano-mexicaine de 1846 à 1848, côté mexicain) son utilisation, même marginale, se poursuivra au moins jusqu’en 1879 et la guerre anglo-zouloue, par le biais des autochtones qui rachetèrent à des marchands européens des stocks importants de Land Pattern afin de pouvoir combattre avec une plus grande efficacité leurs anciens possesseurs. 
On notera également au chapitre des événements célèbres auxquels le Brown Bess participa qu’une grande part des Insurgents ou Patriots des colonies américaines (tenus par le droit de posséder armes et munitions pour le service de la milice) utilisèrent par une large récupération des stocks d’armes de leurs ennemis, le modèle Long Land comme arme à feu lors de la guerre d'indépendance américaine avant de se voir concurrencer par le fusil français Charleville.

## Origine du nom

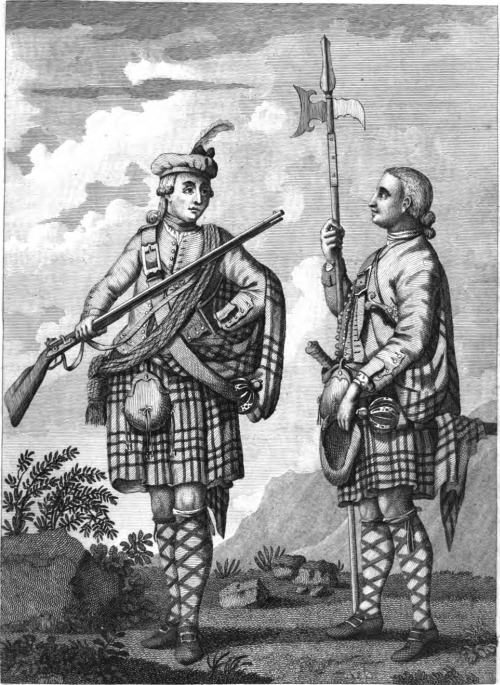
Soldats du Black Watch armés d'un mousquet Brown Bess (à gauche) et d'une hallebarde (Brown Bill), vers 1790.

Une des hypothèses voudrait que le surnom « Brown Bess » soit lié à Élisabeth Ire d'Angleterre (« Bess » étant le diminutif d’Elisabeth), mais le fait semble en réalité peu vraisemblable. Le mot « brown » semble faire référence à la couleur brunâtre de la crosse (originellement en bois de noyer) mais également à son roussissement caractéristique dû à une forme précoce de traitement des métaux, constitué d’un vernis brun appliqué sur les parties métalliques et agissant comme un antirouille et sur le bois comme un enduit (Un vernis d’ailleurs souvent utilisé par des fournisseurs sans scrupules pour maquiller la mauvaise qualité du bois employé). 
Le « Bess » de Brown bess semble trouver son origine étymologique de l'allemand « Braun buss » ou « Brawn buss » signifiant « l’arme brune » ou la « puissante arme ». Une hypothèse d’autant plus plausible que George Ier, premier souverain anglais de la dynastie des Hanovre fut en 1722 le commanditaire du Long land pattern.

## Caractéristiques de l'arme
Le fusil Brown Bess était notamment caractérisé par le poinçon de la couronne et des initiales « GR » pour Georgius Rex, l'arme ayant été créée sous le règne de Georges Ier. Le canon lisse était régulièrement en acier satiné et la crosse en noyer huilé. Une baïonnette pouvait être fixée au bout du canon.
Entre 1765 et 1813 le Board of Ordonnance anglais réclame la fabrication de Brown Bess à canon plus court ; la longueur sera finalement comprise entre 26” et 37” afin d’équiper les corps des Dragons, des Grenadiers, de l’artillerie, de la Garde montée royale ainsi que quelques autres corps de volontaires.
Le Charleville de l’empire français napoléonien est toutefois supérieur au Brown Bess, limité en portée maximale à 100 mètres contre 250 mètres pour le Charleville. La cadence de tir des fusils de cette époque n’incombe qu’au tireur.

## Reproductions
Une gamme de reproductions inertes d'armes à silex de l'époque napoléonienne, antérieures à 1870, a été réalisée. Cette nouvelle gamme a été conçue pour des pays tels que la Russie, où l'emploi d'armes à feu pleinement fonctionnelles lors des manifestations de reconstitutions historiques, qu'il s'agisse de fusils, de carabines ou de pistolets, est soumis à des règles très strictes ou interdit par la loi.

### Long Land Pattern(«Modèle terrestre long»)
En service de 1722 à 1793, mousquet standard de l'infanterie 1722-1768 (avec le Short Land Pattern à partir de 1768).